# Садко (опера)
«Садко́» — опера Николая Римского-Корсакова в семи картинах. Либретто написано самим композитором на основе русских былин о гусляре Садко. Впервые поставлена в Частной опере Солодовникова в Москве под управлением Евгения Эспозито в 1897 году.

## История создания и постановок

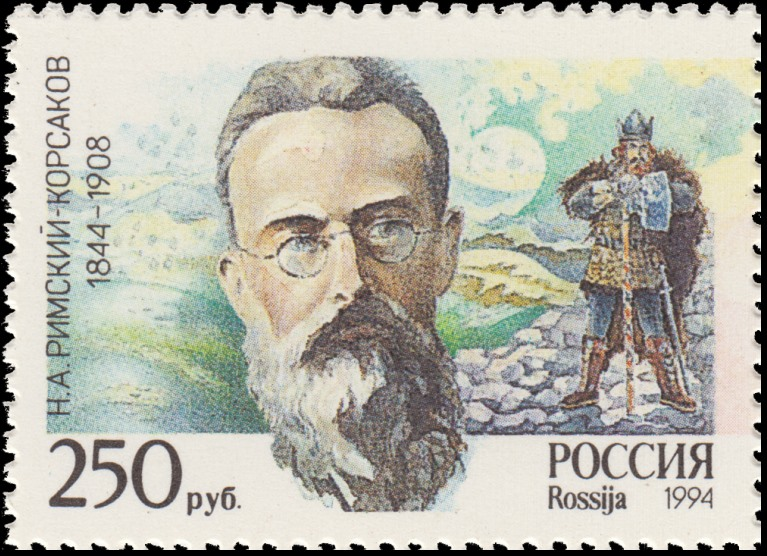
Почтовая марка. Портрет Н. А. Римского-Корсакова на фоне сцены из оперы «Садко».

Воплощать в музыке легенду о Садко Римский-Корсаков начал ещё в 1867 году, когда написал одноимённую симфоническую поэму. Темы из этого сочинения впоследствии вошли в оперу.
В 1880-е годы композитор несколько раз задумывался над воплощением этого сюжета в опере. Весной 1894 года он получил письмо от Николая Финдейзена, в котором тот убеждал его написать оперу на сюжет «Садко» и предлагал первоначальный план либретто. В дальнейшем план разрабатывался Римским-Корсаковым при участии Василия Ястребцева, Николая Штрупа, Владимира Стасова. Тогда же началось создание музыки. В процессе работы над оперой началось сближение Римского-Корсакова и либреттиста В. И. Бельского, в будущем — его близкого друга и постоянного сотрудника.
Активная работа над сочинением музыки шла в 1895—1896 годах, и осенью 1896 года опера была завершена.
Первоначально предполагалось, что опера будет поставлена в Мариинском театре в следующем сезоне. Опера была прослушана в театре осенью 1896 года, в её обсуждении принимали участие директор императорских театров Иван Всеволожский, главный капельмейстер Эдуард Направник, учитель сцены Осип Палечек, начальник постановочной части Платон Домерщиков и др. Последним было высказано мнение, что опера слишком сложна для постановки. Всему этому сопутствовало охлаждение к композитору со стороны дирекции театров после неудачи предыдущей оперы «Ночь перед Рождеством».
Окончательное решение по опере должен был принять император Николай II. 24 января 1897 года состоялся доклад Всеволожского императору, на котором Николай II собственноручно вычеркнул «Садко» из репертуара со словами: «Пусть вместо этой оперы дирекция подыщет что-нибудь повеселее».
Римский-Корсаков тяжело воспринял провал оперы в дирекции императорских театров, тем более что не видел выхода из создавшейся ситуации. Он вспоминал:
По-видимому, слушатели ничего не поняли, и опера никому не понравилась. Направник был хмур и кисел. Произведение было сыграно не всё, за поздним временем. Опера моя, очевидно, провалилась в глазах Всеволожского <...> и я решил оставить дирекцию в покое и никогда более её не тревожить предложением своих опер.
Мысль о постановке в Московской частной опере С. И. Мамонтова (в помещении театра Солодовникова) подсказал Римскому-Корсакову Семён Кругликов. Композитор дал согласие, Мамонтов с энтузиазмом взялся за организацию постановки, и уже 26 декабря 1897 года состоялась премьера. Партию Садко исполнял - Антон Секар-Рожанский, Варяжского гостя - Федор Шаляпин , Волховы - Надежда Забела-Врубель . Композитор отнёсся к постановке критически и в «Летописи моей музыкальной жизни» отмечал множественные недочёты исполнительской и постановочной стороны спектакля. Тем не менее произведение было принято публикой и критикой с большим успехом.
Практически сразу после премьеры «Садко» в театре случился пожар. Некоторое время спектакли Московской частной оперы шли в театре на Большой Никитской, однако из-за маленьких размеров помещения было решено перенести спектакли в Петербург, в зал Консерватории. Римский-Корсаков сам провёл последние репетиции и продирижировал спектаклем 28 февраля 1898 года. В Петербурге опера также имела успех, что отмечал и сам композитор.
В Большом театре оперу впервые поставили в 1906 году в оформлении Константина Коровина. Опера в Большом ставилась ещё несколько раз: в 1914-м — с декорациями Билибина, в 1935-м — Федоровского. В 1949 году оперу поставили режиссер Борис Покровский и дирижер Николай Голованов, Садко пел Георгий Нэлепп, Волхову — Наталья Шпиллер, Веденецкого гостя — Павел Лисициан, Индийского гостя — Иван Козловский. Постановка была награждена Сталинской премией. Наиболее известная постановка в Большом — в 1976 году (возобновление постановки 1949 года) к 200-летию театра: режиссер — Борис Покровский, дирижер — Юрий Симонов, с участием Владимира Атлантова (Садко), Ирины Архиповой (Любава), Тамары Милашкиной (Волхова). В 2020 году Большой снова ввёл в репертуар данную оперу — в постановке Дмитрия Чернякова, в оформлении прошлых постановок: использованы эскиз Аполлинария Васнецова «Гридня. Братчина» для Мариинского театра (1901 год), оформлениях Ивана Билибина «Берег Ильмень-озера» для Театра при народном доме (1914 год), Николая Рериха «Комната Любавы» для Королевского оперного театра (Лондон, 1920 год), эскизы Константина Коровина «Торжище» для Большого театра (1905 год), эскизы Владимира Егорова (1912 год).
В 1920 году Сергей Дягилев задумал постановку «Садко» в лондонском «Ковент-Гардене» в оформлении Николая Рериха, но до премьеры тогда дело не дошло.

## Сюжет и текст
Содержание оперы заимствовано главным образом из различных вариантов былины «Садко богатый гость» в соединении со сказками из сборника Афанасьева «Народные русские сказки». Время действия, в былине обычно относимое к XI—XII векам, перенесено в полусказочную-полуисторическую эпоху только что водворившегося в Новгороде христианства, когда ещё сильны были старые языческие верования.

По словам самого композитора, 
Многие речи, а также описанье декораций и сценических подробностей, упомянутые в партитуре, заимствованы  из различных былин, песен, заговоров, причитаний. Былина о Волхве Всеславиче и песня о Соловье Будимировиче взяты прямо из народного эпоса, лишь с надлежащими сокращениями и изменениями. Поэтому в либретто зачастую сохранён былинный стих с его характерными особенностями .

## Музыка

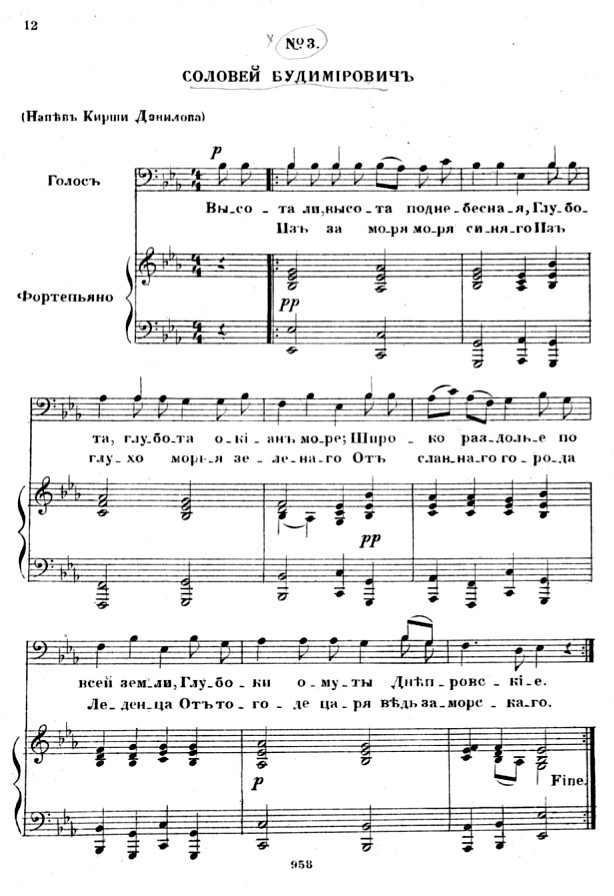
Напев былины «Соловей Будимирович», использованный сразу в нескольких эпизодах оперы «Садко». Запись Кирши Данилова. Обработка Н. А. Римского-Корсакова.

Произведение представляет собою эпическую оперу (эпос странствий), продолжая традиции, заложенные Глинкой в опере «Руслан и Людмила». Особенности эпической драматургии отразились, в частности, в том, что опера не имеет деления на действия — она состоит из семи картин, которые автор предлагает при постановках разделять либо на три действия (картины 1—2, 3—4, 5—7; последние три картины при исполнении без антракта идут с оркестровыми интерлюдиями без перерыва музыки), либо на пять (картины 1, 2—3, 4, 5—6, 7; картины 5 и 6 идут с оркестровой интерлюдией без перерыва музыки). При этом композиция оперы выстроена симметрично: первая, четвёртая и седьмая картины — массовые, тем самым они создают опору общей композиции. Между ними вторая и шестая картина раскрывают фантастические образы, а третья и пятая — лирико-драматические.
Другая особенность эпической драматургии заключается в том, что действие развивается неравномерно; есть много моментов, где действие останавливается и внимание зрителя сосредоточено на красотах музыкальных и сценических (в массовых сценах первой, четвёртой и седьмой картин). В некоторых случаях действие развивается циклически, то есть одно и то же событие показано два или три раза. Яркий пример тому можно найти в первой картине: Садко приходит на пир, где его осмеивают и выгоняют, после чего та же ситуация пересказана в сатирической форме в песне скоморохов. Аналогично в четвёртой картине: Садко выигрывает заклад у новгородских купцов, после чего та же ситуация пересказывается Нежатой в виде былины. Примечательно также типичное для эпоса удвоение и утроение персонажей — два гусляра (Садко и Нежата), три иноземных гостя, два настоятеля и т. д.
В музыке Римский-Корсаков активно использует темы русских народных песен и «морские» лейтмотивы.

## Действующие лица
- Фома Назарыч и Лука Зиновьич, старшина и воевода новгородские соответственно — бас и тенор;
- Садко, гусляр, певец, купец — тенор;
- Любава Буслаевна, молодая жена его — меццо-сопрано;
- Нежата, молодой гусляр из Киева-города — контральто;
- Дуда и Сопель, скоморохи — бас и тенор соответственно;
- Варяжский гость — бас;
- Индийский гость — тенор;
- Веденецкий (венецианский) гость — баритон;
- Океан-Море, Царь Морской — бас;
- Волхова́[7], царевна, его дочь — сопрано;
- Старчище, могуч-богатырь в образе калики перехожего — баритон.

Новгородский люд, торговые гости, дружина Садко, скоморошины удалые, калики перехожие, девицы — белые лебеди и чуда морские.
Место действия — Новгород и море-океан. Время действия — полусказочное, полуисторическое.

## Содержание

### Картина первая
Идёт пир в богатых хоромах братчины в Новгороде. Нежата, наигрывая на гуслях, поёт былину о Волхве Всеславиче. Входит Садко, гости обращаются к нему с просьбой спеть им про славу Новгорода. Но Садко корит купцов за пустую похвальбу. Он мечтает о странствиях, чтобы далеко по просторам земли разнести славу Новгорода. Одна часть присутствующих хвалит Садко за песню, другая, бо́льшая часть — возмущается похвальбой и смелым порицанием их жизни. Подымается шумный спор, многие подступают к Садко и со словами "Зелен нас учить, молод нас корить" гонят его с пира. Садко уходит и заявляет, что больше не станет петь им своих песен, пусть они живут по старине, как хотят. После его ухода пир продолжается. Скоморохи Дуда и Сопель поют потешную песнь про возгордившегося дурня, который вздумал учить знаменитых гостей уму-разуму. Гости хохочут, общее веселье.

### Картина вторая
Жаркая ночь на берегу Ильмень-озера. Садко, сидя на камне, поёт печальную песню. На поверхности озера появляются белые лебеди, которые оборачиваются красными девицами. Среди них и Волхова, дочь Морского царя и царицы Водяницы, с сёстрами. Они водят хоровод; когда прочие красные девицы скрываются в глубине леса, Садко обращается к Волхове со словами любви и восторга. Царевна отвечает, что полюбила его за чудные песни. Она открывает ему своё происхождение и на прощание дарит трёх золотых рыбок, которые попадут в его сети, как только он закинет их в Ильмень-озеро. Эти рыбки принесут Садко счастье, и когда он пойдёт с ними в дальние моря, то сделается богатым. Царевна же обещает терпеливо ждать его возвращения. Близится утро, из озера слышен голос Царя Морского, он зовёт дочерей домой в пучину вод. Девушки вновь оборачиваются белыми лебедями и уплывают вдаль.

### Картина третья
Светлица в тереме Садко. Утро. Любава ждёт своего мужа, Садко, которого не было всю ночь. Она говорит про себя, что Садко больше не любит её, что он грезит о подвигах и богатырской славе, а к ней неласков. Входит Садко, жена радостно бросается ему навстречу. В задумчивости он отстраняет её от себя и садится на скамью. Он не может отделаться от впечатления, пережитого ночью, и думает о том счастье, которое обещала ему царевна. Любава тревожно спрашивает, не обидели ли его на пиру. Он отвечает, что над ним действительно насмеялись пьяные гости. Затем он опять задумывается и вдруг восклицает: «Ай же ты, Царевна прекрасная, я ли жених тебе? Ты ли невеста мне?» Любаву пугают его странные слова. Садко поднимается с места, хочет уходить, жена останавливает его вопросом, что он задумал и куда идёт. Садко отвечает, что он идёт на площадь побиться о большой заклад, так как знает тайну про золотую рыбку из озера Ильмень. Любава, предчувствуя недоброе в его замысле, умоляет его со слезами не губить себя. Садко отталкивает жену и поспешно уходит.

### Картина четвёртая
Пристань в Новгороде на берегу Ильмень-озера. Около пристани корабли. На берегу толпится много народу, окружая торговых гостей — новгородских и заморских. Тут же и калики перехожие, поющие стих о Голубиной книге, скоморохи, потешающие народ и прочий люд. Входят оба настоятеля города — старшина и воевода, затем появляется Садко. Поклонившись гостям, он заявляет, что в Ильмень-озере водится рыба с золотой чешуёй. Настоятели смеются над его словами, тогда Садко предлагает им побиться о большой заклад: пусть они заложат свои лавки с товаром, а он — свою буйную голову. Настоятели принимают вызов. Садко из лодки закидывает в воду сеть. Из глубины озера доносится голос Морской царевны, подтверждающей своё обещание. Сеть вытаскивают и в ней находят трёх золотых рыбок. Все поражены этим чудом, а настоятели удручены, потеряв всё своё состояние. Садко велит осмотреть невод — не осталось ли там мелкой рыбы. Оказывается, вся рыба в неводе превратилась в слитки золота. Садко вызывает «младшую бедную братию» к себе в дружинники, приказывает взять его золото, выкупить в Новгороде все товары и, нагрузив ими корабли, отправиться с ними за моря, в дальние края. Быстро набирается дружина, которая принимается исполнять поручения Садко и нагружает корабли закупленными товарами. Садко великодушно возвращает настоятелям выигранные у них лавки, вызывая этим ещё больший восторг толпы. Затем Садко обращается к заморским гостям с просьбой рассказать, куда ему направить свой путь. Гости — Варяжский, Индийский и Веденецкий — выступают по очереди и поют каждый про свою страну. Больше всего слушателям нравится рассказ Веденецкого гостя, и народ советует Садко отправиться в Веденец. Садко благодарит гостей и обещает побывать в их странах. Прощаясь с новгородцами, он просит настоятелей позаботиться о его жене, которую оставляет в одиночестве. Появляется Любава. Узнав о предстоящем отъезде мужа, она умоляет его с плачем не покидать её и не подвергать свою жизнь опасности. Но Садко отвечает, что его решение бесповоротно, затем прощается с женой и окружающими и садится на корабль с дружиной. Корабль отплывает, провожаемый восторженными криками народа. Садко запевает песню, подхватываемую дружиной.

### Картина пятая
Прошло двенадцать лет. Посреди открытого моря стоит корабль Садко, не трогаясь с места. Корабельщики бросают в море бочки с золотом, серебром и жемчугом как дань Морскому царю за то, чтобы он и отпустил корабль вслед за остальными, которые вольно плывут по морю. Садко предполагает, что Морской царь требует человеческой жертвы, и предлагает бросить жребий, кому опуститься на дно. Дружина бросает жребий, и он достаётся Садко. Он догадывается, что не Царь, а Царевна Морская требует его к себе. Он сходит по ступенькам в море, становясь на положенную на воду доску. Тотчас же паруса надуваются, и корабль уплывает. Садко остаётся один на море. Из глубины к нему доносится голос Царевны: «Ты верен был двенадцать лет, до веку я твоя, Садко!» Затем Садко с тоской опускается в морскую глубину.

### Картина шестая
Садко оказывается в лазоревом подводном тереме перед царём Морским и царицей Водяницей. Царь приказывает Садко петь величальную песню, и так ему нравится чудное пение, что он предлагает гусляру остаться и взять в жёны царевну Волхову. Подводные жители встречают молодых весёлыми танцами. Садко вновь берётся за гусли, и всё царство пускается в неистовую пляску, отчего на море поднимается буря, тонут корабли. Появляется Старчище могуч-богатырь и тяжкой палицей выбивает гусли из рук Садко. Он возвещает конец власти царя Морского, а дочери его назначает стать рекой. Царство подводное погружается в морские глубины, а Садко с Волховой садятся в раковину и устремляются на поверхность.

### Картина седьмая
Луг вблизи Ильмень-озера. Садко спит на берегу, около него царевна Волхова. Занимается заря. Волхова прощается с Садко, говоря, что пришла пора ей обернуться быстрой речкой и лечь в крутые берега рядом с её милым другом. Она рассеивается утренним туманом по лугу. Слышен голос Любавы, тоскующей о своём муже. Увидев Садко, она с криком радости бросается к нему. Садко, проснувшись, озирается кругом, недоумевая, где он находится, наяву ли с ним произошло всё предыдущее или же во сне. Радостно обнимает он жену и говорит ей, что вернулся навсегда и теперь они заживут счастливо и безмятежно. Оглянувшись, они видят, что на месте, покрытом раньше туманом, образовалась широкая река, вытекающая из Ильменя, а по реке плывут корабли Садко, спеша пристать к берегу. Садко объясняет своей жене, что Царь Морской, пленённый его песнями, отдал ему свою дочь, которая превратилась теперь в реку Волхову. В это время корабли пристают к берегу, с них сходит дружина. Со всех сторон сбегается народ. Все удивляются чуду — появлению на этом месте реки и возвращению Садко и восторженно его приветствуют. Садко повторяет перед народом рассказ о своём чудесном пребывании на дне морском и просит всех помолиться за могучего богатыря, который усмирил Царя Морского и повелел его дочери пролиться Волховой-рекой у Новгорода.

## Записи

### Аудиозаписи
| Год       | Организация                             | Дирижёр            | Солисты | Издатель и каталожный номер    | Примечания             |
| --------- | --------------------------------------- | ------------------ | --- | ------------------------------ | ---------------------- |
| 1946—1947 | Хор и оркестр Большого театра           | Василий Небольсин  | Садко — Никандр Ханаев, Любава Буслаевна — Елена Грибова, Нежата — Бронислава Златогорова, Царь Морской — Иван Петров, Волхова — Валерия Барсова, Видение (Старчище могуч-богатырь в образе калики перехожего) — Иван Бурлак, Варяжский гость — Марк Рейзен, Индийский гость — Павел Чекин, Веденецкий гость — Давид Гамрекели, Фома Назарьич — Александр Перегудов, Лука Зиновьич — Анатолий Яхонтов, Дуда — Иван Скобцов, Сопель — Дмитрий Марченков                          | Мелодия М10 46785-90 (1986)    |                        |
| 1952      | Хор и оркестр Большого театра           | Николай Голованов  | Садко — Георгий Нэлепп, Любава Буслаевна — Вера Давыдова, Нежата — Елизавета Антонова, Царь Морской — Сергей Красовский, Волхова — Елизавета Шумская, Видение (Старчище могуч-богатырь в образе калики перехожего) — Илья Богданов, Варяжский гость — Марк Рейзен, Индийский гость — Иван Козловский, Веденецкий гость — Павел Лисициан, Фома Назарьич — Тихон Черняков, Лука Зиновьич — Степан Николау, Дуда — Сергей Колтыпин, Сопель — Александр Перегудов                   | Д 01480-87 (1953)              | MEL CD 10 01979 (2012) |
| 1959      | Хорватский национальный театр в Загребе | Младен Башич       | Садко — Драго Старч, Любава Буслаевна — Ана Липса, Нежата — Мариана Радев, Царь Морской — Миленко Грозданич, Волхова — Мария Гласевич, Видение (Старчище могуч-богатырь в образе калики перехожего) — Миливой Бацанович, Варяжский гость — Драго Бернардич, Индийский гость — Сергей Рейнис, Веденецкий гость — Тугомир Алауповчич, Фома Назарьич — Пьеро Филиппи, Лука Зиновьич — Иван Франци, Дуда — Миливой Бацанович, Сопель — Франко Паулик                                | Philips A O2010-3 L            |                        |
| 1964      | Хор и оркестр Большого театра           | Евгений Светланов  | Садко — Владимир Петров, Любава Буслаевна — Лариса Авдеева, Нежата — Валентина Левко, Царь Морской — Алексей Гелева, Волхова — Вера Фирсова, Видение (Старчище могуч-богатырь в образе калики перехожего) — Владимир Валайтис, Варяжский гость — Александр Ведерников, Индийский гость — Алексей Масленников, Веденецкий гость — Юрий Мазурок, Фома Назарьич — Николай Захаров, Лука Зиновьич — Владимир Филиппов, Дуда — Виктор Горбунов                                       | Opera d’Oro ORD 1246 (2000)    |                        |
| 1993      | Хор и оркестр Мариинского театра        | Валерий Гергиев    | Садко — Владимир Галузин, Любава Буслаевна — Марианна Тарасова, Нежата — Лариса Дядькова, Царь Морской — Сергей Алексашин, Волхова — Валентина Цыдыпова, Видение (Старчище могуч-богатырь в образе калики перехожего) — Николай Путилин, Варяжский гость — Булат Минжилкиев, Индийский гость — Гегам Григорян, Веденецкий гость — Александр Гергалов, Фома Назарьич — Евгений Бойцов, Лука Зиновьич — Геннадий Беззубенков, Дуда — Владимир Огновенко, Сопель — Николай Гассиев | Philips 442 138-2              |                        |
| 2000      | Театр «Ла Фениче» (Венеция)             | Исаак Карабчевский | Садко — Виктор Луцюк, Любава Буслаевна — Татьяна Горбунова, Нежата — Теа Демуришвили, Царь Морской — Владимир Ванеев, Волхова — Дагмар Шелленбергер-Эрнст, Видение (Старчище могуч-богатырь в образе калики перехожего) — Федор Можаев, Варяжский гость — Александр Телига, Индийский гость — Божидар Николов, Веденецкий гость — Никола Мияилович, Фома Назарьич — Хуан Гамбина, Лука Зиновьич — Марко Спотти, Дуда — Димитер Станчев, Сопель — Энрико Коссутта                | Mondo Musica MFOH 22248 (2001) |                        |

Источники: , 

### Видеозаписи
| Год  | Организация                      | Дирижёр         | Солисты | Производитель или издатель | Примечания |
| ---- | -------------------------------- | --------------- | --- | -------------------------- | ---------- |
| 1980 | Хор и оркестр Большого театра    | Юрий Симонов    | Садко — Владимир Атлантов, Любава Буслаевна — Ирина Архипова, Нежата — Нина Григорьева, Царь Морской — Борис Морозов, Волхова — Тамара Милашкина, Видение (Старчище могуч-богатырь в образе калики перехожего) — Юрий Григорьев, Варяжский гость — Александр Огнивцев, Индийский гость — Лев Кузнецов, Веденецкий гость — Александр Ворошило, Фома Назарьич — Андрей Соколов, Лука Зиновьич — Валерий Ярославцев, Дуда — Петр Глубокий, Сопель — Константин Басков             | Гостелерадио СССР          |            |
| 1993 | Хор и оркестр Мариинского театра | Валерий Гергиев | Садко — Владимир Галузин, Любава Буслаевна — Марианна Тарасова, Нежата — Лариса Дядькова, Царь Морской — Сергей Алексашин, Волхова — Валентина Цыдыпова, Видение (Старчище могуч-богатырь в образе калики перехожего) — Николай Путилин, Варяжский гость — Булат Минжилкиев, Индийский гость — Гегам Григорян, Веденецкий гость — Александ Гергалов, Фома Назарьич — Евгений Бойцов, Лука Зиновьич — Геннадий Беззубенков, Дуда — Владимир Огновенко, Сопель — Николай Гассиев | Philips                    |            |
| 2020 | Хор и оркестр Большого театра    | Тимур Зангиев   | Садко — Нажмиддин Мавлянов, Любава Буслаевна — Екатерина Семенчук, Нежата — Юрий Миненко, Царь Морской — Станислав Трофимов, Волхова — Аида Гарифуллина, Видение (Старчище могуч-богатырь в образе калики перехожего) — Сергей Мурзаев, Варяжский гость — Дмитрий Ульянов, Индийский гость — Алексей Неклюдов, Веденецкий гость — Андрей Жилиховский, Фома Назарьич — Роман Муравицкий, Лука Зиновьич — Владимир Комович, Дуда — Михаил Петренко, Сопель — Максим Пастер       | Mezzo (телеканал)          |            |

Источники: , 

## Проекты
- Садко (мультфильм, 1952)

## Использование
1911 — 6 июня премьера одноактного балета «Подводное царство» (картина из оперы «Садко») в постановке М. М. Фокина, труппа Русский балет Дягилева, Шатле, Париж.